# 박일 (정치인)
박일(1927년 3월 14일~1997년 6월 13일)은 대한민국의 정치인이다. 제8·9·10·12·14대 국회의원을 지냈다.

## 역대 선거 결과
|  | 4.17% |

|  | 23.80% |

|  | 36.32% |

|  | 51.20% |

|  | 38.21% |

|  | 26.74% |

|  | 25.98% |

|  | 30.82% |

|  | 29.2% |